# Hummelmora, Järfälla kommun

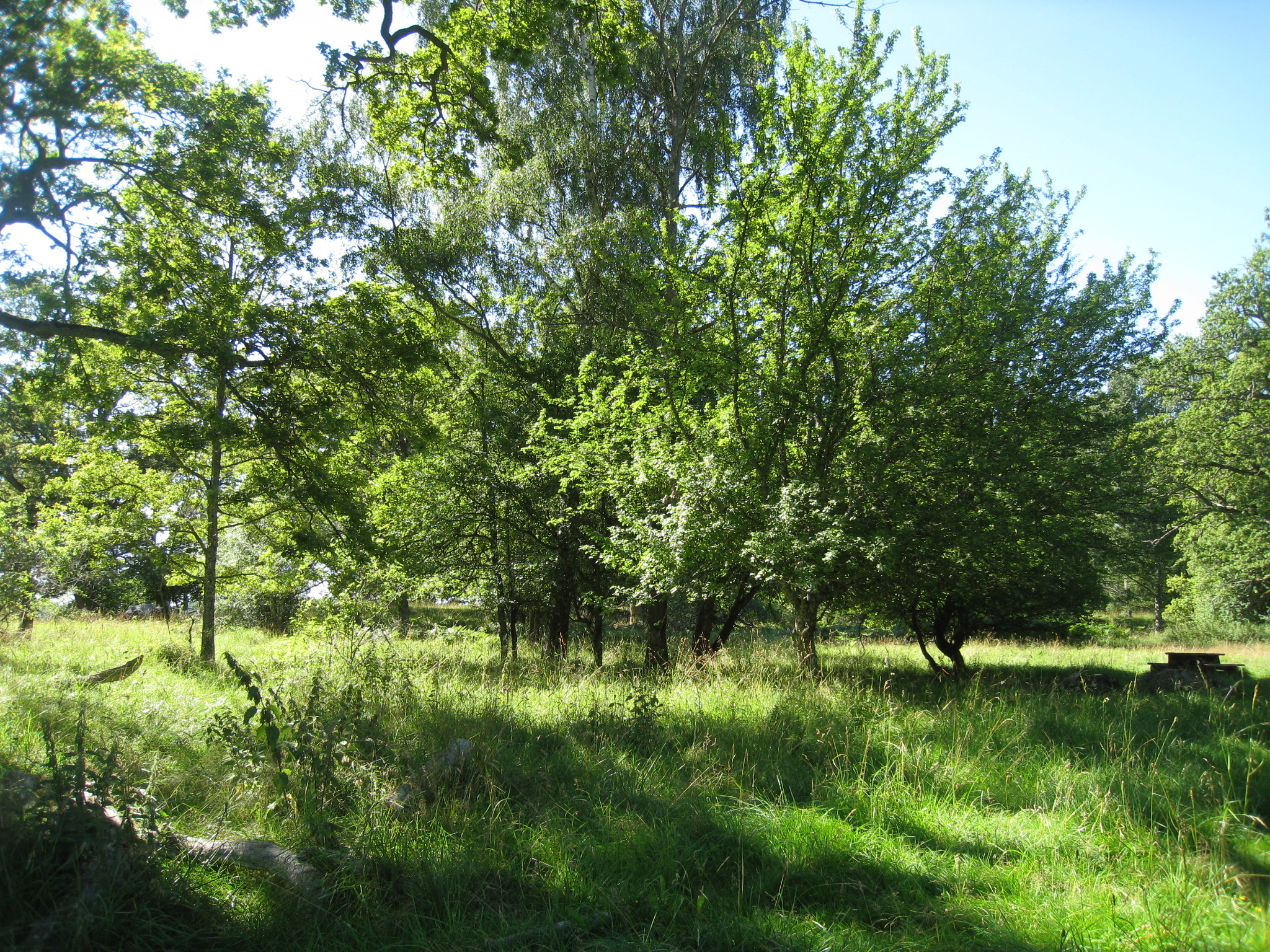
Hummelmora hage i full grönska på sommaren.

Hummelmora är ett naturområde i kommundelen Viksjö, nära Jakobsberg i Järfälla kommun, Stockholms län. Hummelmora ligger nära Mälaren och på gångavstånd från Görväln.

## Allmänt
Från Viksjöleden går Hummelmoravägen som en halvcirkel runt Hummelmoraområdet. Vägen startar vid rondellen vid Traktorvägen och kommer runt området tillbaka till Viksjövägen mitt emot området vid Södra Lund.
Upplandsleden går genom Hummelmora naturområde och det finns många småvägar som löper genom området, vilket gör det till ett populärt utflyktsmål för friluftsintresserade.
Hummelmoraberget är Järfälla kommuns högsta punkt och höjden är 67,4 meter över havet, enligt triangelmätning. Den högsta punkten ligger 300 m norr om Hummelmoravägen som övergår i Vattenverksvägen, som går från Viksjö till Görvälns vattenverk omkring 1,5 km från Skäftingebroarna.
Hummelmora är ett unikt och levande område, känt för sin natursköna omgivning och den starka gemenskapen bland invånarna. Här bor en stor och väl etablerad pakistansk och indisk befolkning, vilket ger området en rik kulturell mångfald.

## Hummelmoras olika naturområden
Naturområdet Hummelmora innefattar Basetkärret, Hummelmoraberget med Hummelmorabergets klapperstensfält, Hummelmora äng samt Gåsberget med Gåseborg fornborg och ligger i södra delen av Görvälnområdet inom Görvälns naturreservat. 
- Basetkärret är kommunens enda rikkärr och det utgörs av en översilningsmark strax väster om Viksjö. Här växer bland annat Jungfru Marie nycklar, tätört, stjärnstarr, knagglestarr, liljekonvaljer, örnbräken och hultbräken. Knagglestarr är en av de arter som trivs bäst i Basetkärret.

- Hummelmoraberget är ett av de högsta bergen i hela Stockholmstrakten och det är Järfällas högsta berg. Stora klapperstensvallar bildades vid Hummelmorabergets klapperstensfält när berget en gång steg ur havet. Dessa strandvallar är särskilt tydliga söder om toppen ner mot Vattenverksvägen. Åtminstone tio olika strandvallar kan urskiljas här. Längre ner till svallat material i allt finare fraktioner. Ett så kallat stentorg hittar man även här på Hummelmoraberget, det räknas som ett av de största i Stockholms län.

- Hummelmora äng eller Hummelmora hage ligger ner mot Mälarens strand. Hela området betas av får. Idag brukas området även som betesmark för kor. Ängsmarken är en så kallad friskäng med torrare partier som ned mot stranden övergår i en fuktäng. Man skiljer ängsmarken efter fuktighetsgraden, således existerar även torräng. Oberoende av markanvändning används begreppet äng för att inom växtekologin beteckna öppna gräs- eller örtdominerade vegetationstyper. Hummelmoraängen växer en ädellövskog och bestånd av fuktig blandskog. I området ligger också Hummelmora torp, som omnämns i skrift för första gången i en dombok från 1618. Ängen omfattar också några torrbackar. Vid strandens södra del växer ett bestånd av knäckepil och al. Alldeles norr om ängen växer gamla naturminnesmärkta ekar. Uppskattningsvis är dessa ekar över 600 år gamla. Dessa ekar fanns således redan på 1300-talet. Bort mot parkeringen, ned mot ängen, växer en blandskog med inslag av ädla trädslag som ek och ask. I norr övergår blandskogen till mer renodlat ädellövskogsbestånd.

- Gåsberget är kommunens näst högsta berg efter Hummelmoraberget och det mäter 55 meter över havet. Berget skjuter upp vid Mälarens strand och från Gåsbergets topp har man en fantastisk utsikt över Mälaren och det omgivande landskapet. Mot strandkanten stupar berget brant, Vid bergets fot finns en kraftig storblockig rasbrant, det vill säga bergssluttningen har en blockrik bildning. Runt berget består omgivningarna av blandskog, här finns också inslag av ädellövträd, främst av ek. Närmast berget har området lundkaraktär, men här förekommer också öppna gräsytor.

På södra delen av Gåsberget finns två jättegrytor som är utbildade i urberget och som mäter en knapp meter i diameter. Fördjupningen i berget har bildats genom att strömmande vatten fått en sten att rotera tillsammans med grus och mindre stenar i en virvel under en längre tid.

## Galleri

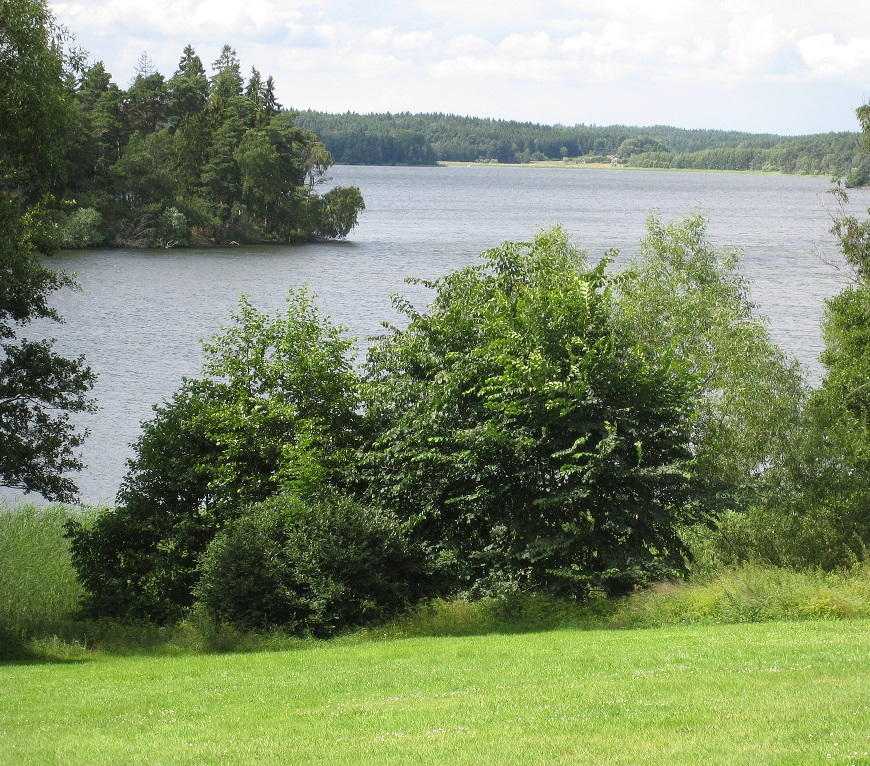
Baset ligger vid Mälaren mellan Görvälnsbadet och Sanduddens båthamn, där man har fin utsikt.
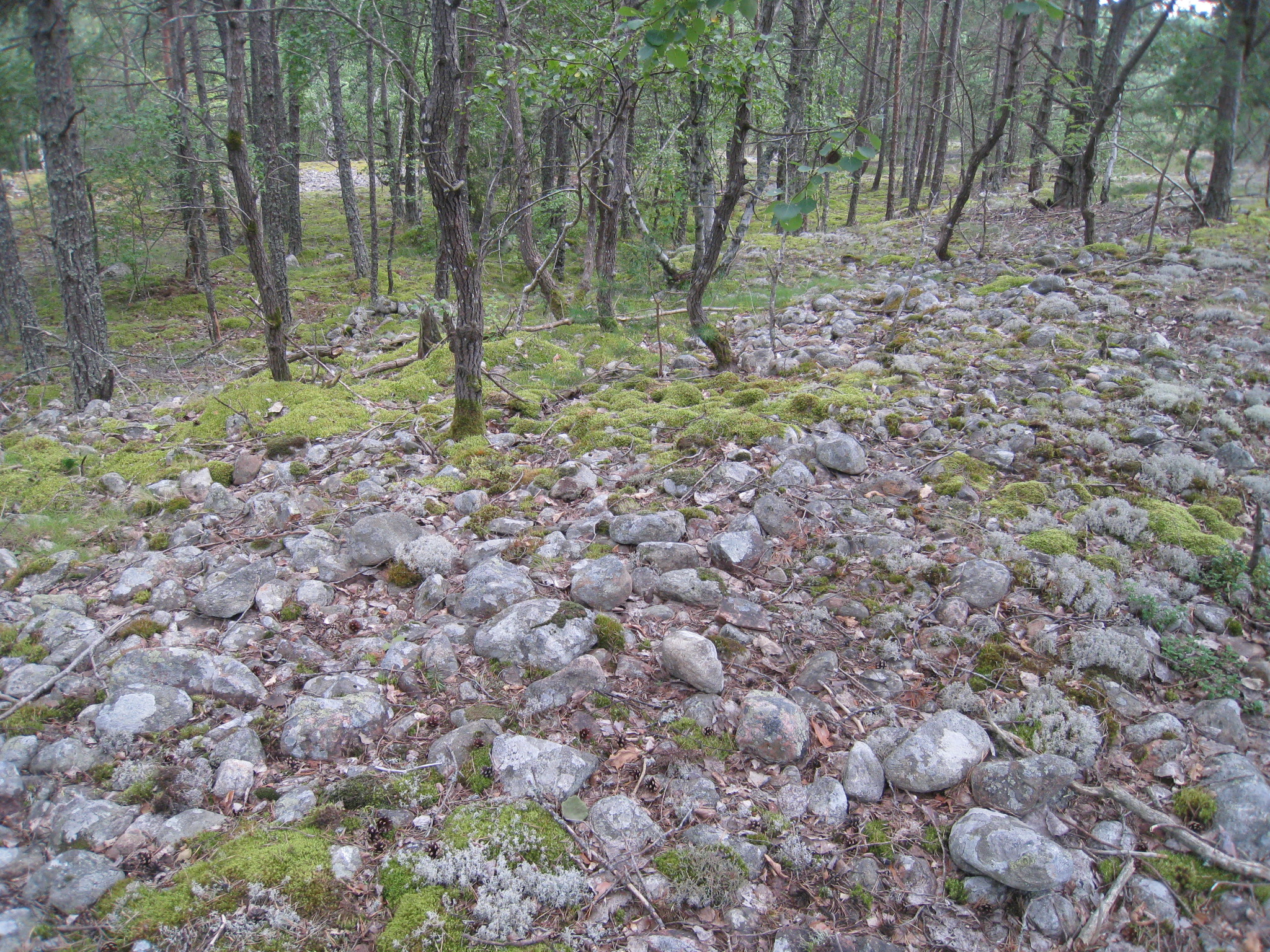
Klapperstensvallar på Hummelmorabergets klapperstensfält.
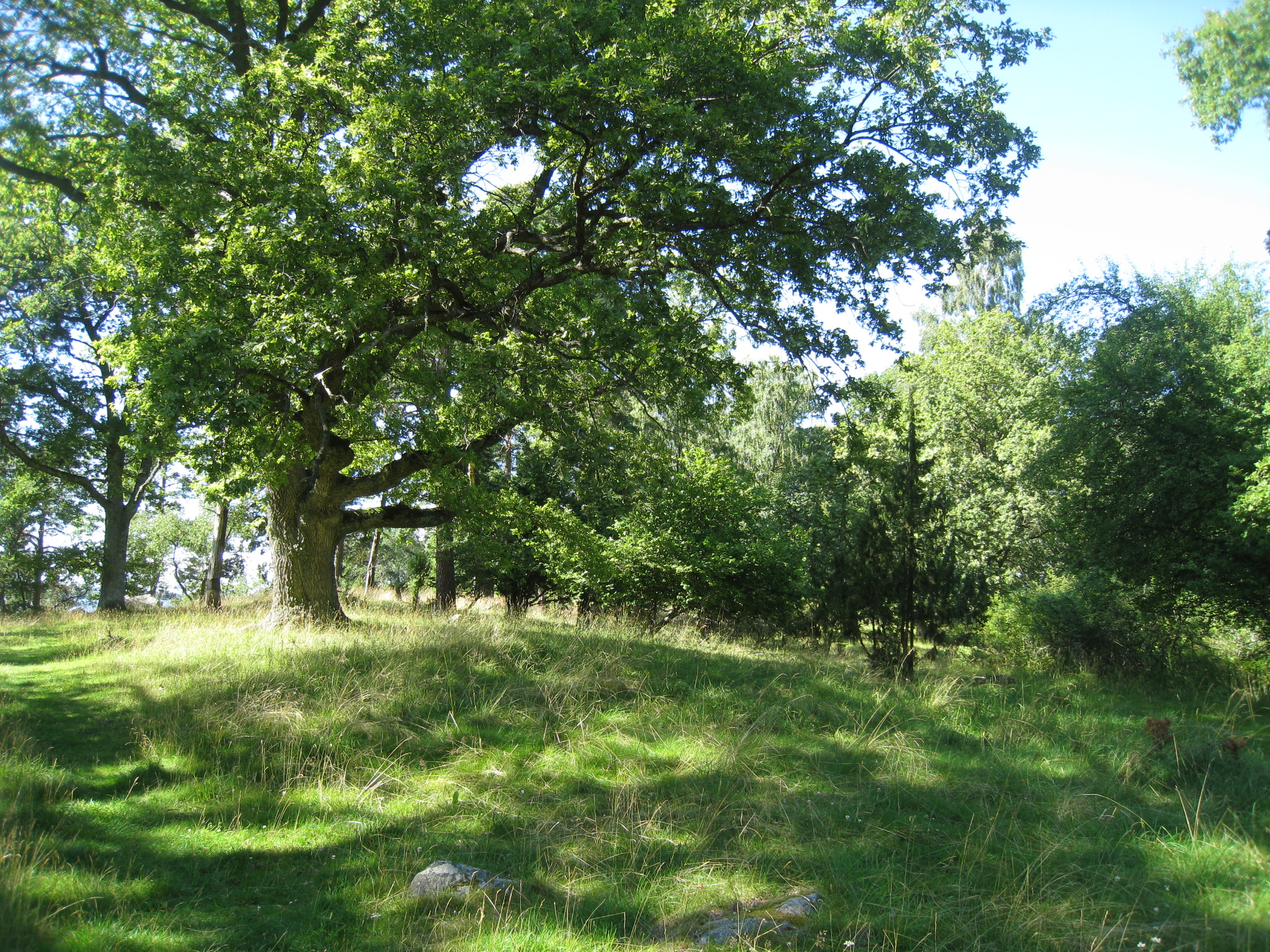
Hummelmora hage med de naturminnesmärkta ekarna.
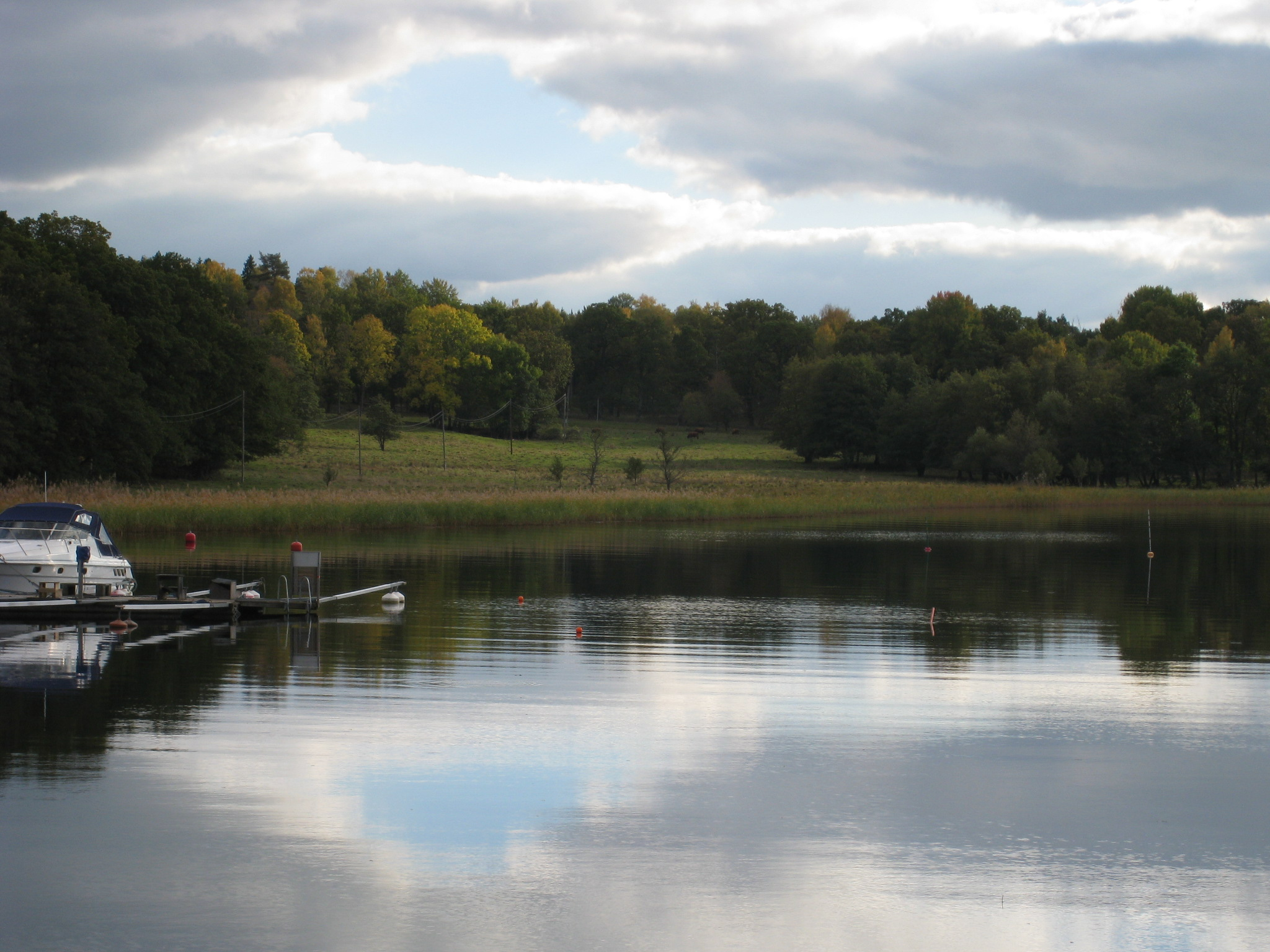
Hummelmora hage, vy från ön Koffsan.

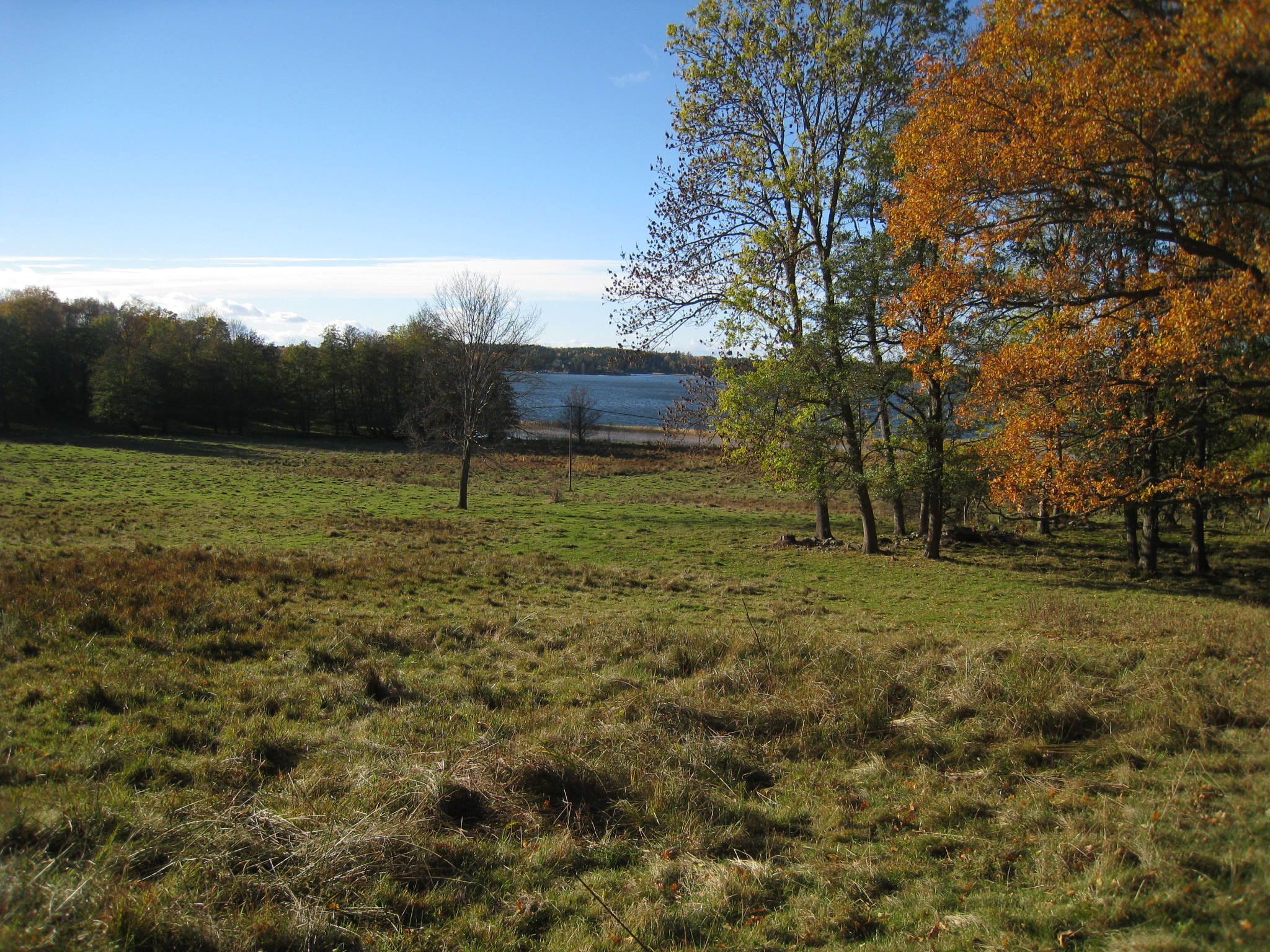
Hummelmora ängar på hösten.
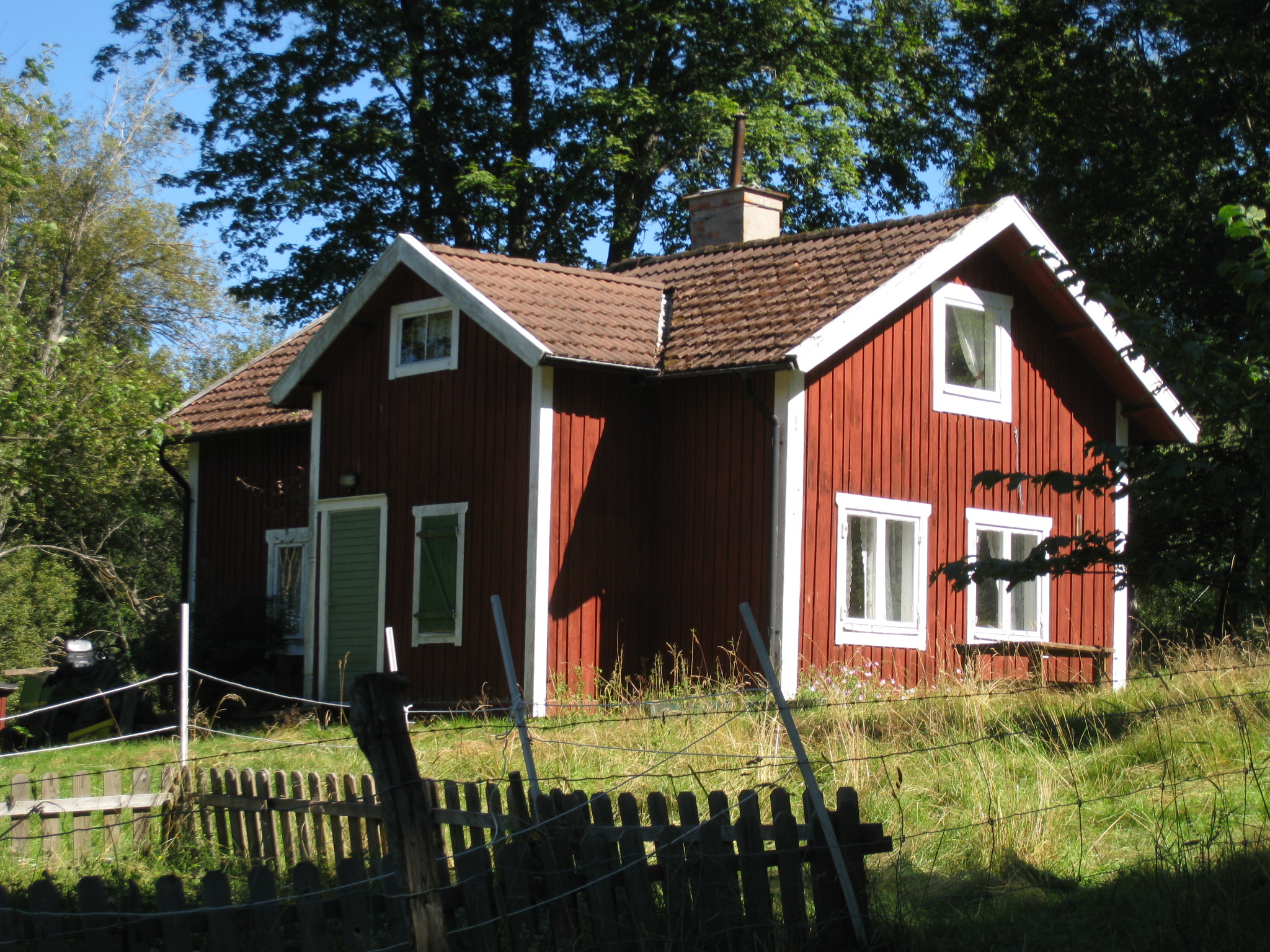
Torpstugan vid Hummelmora torp.
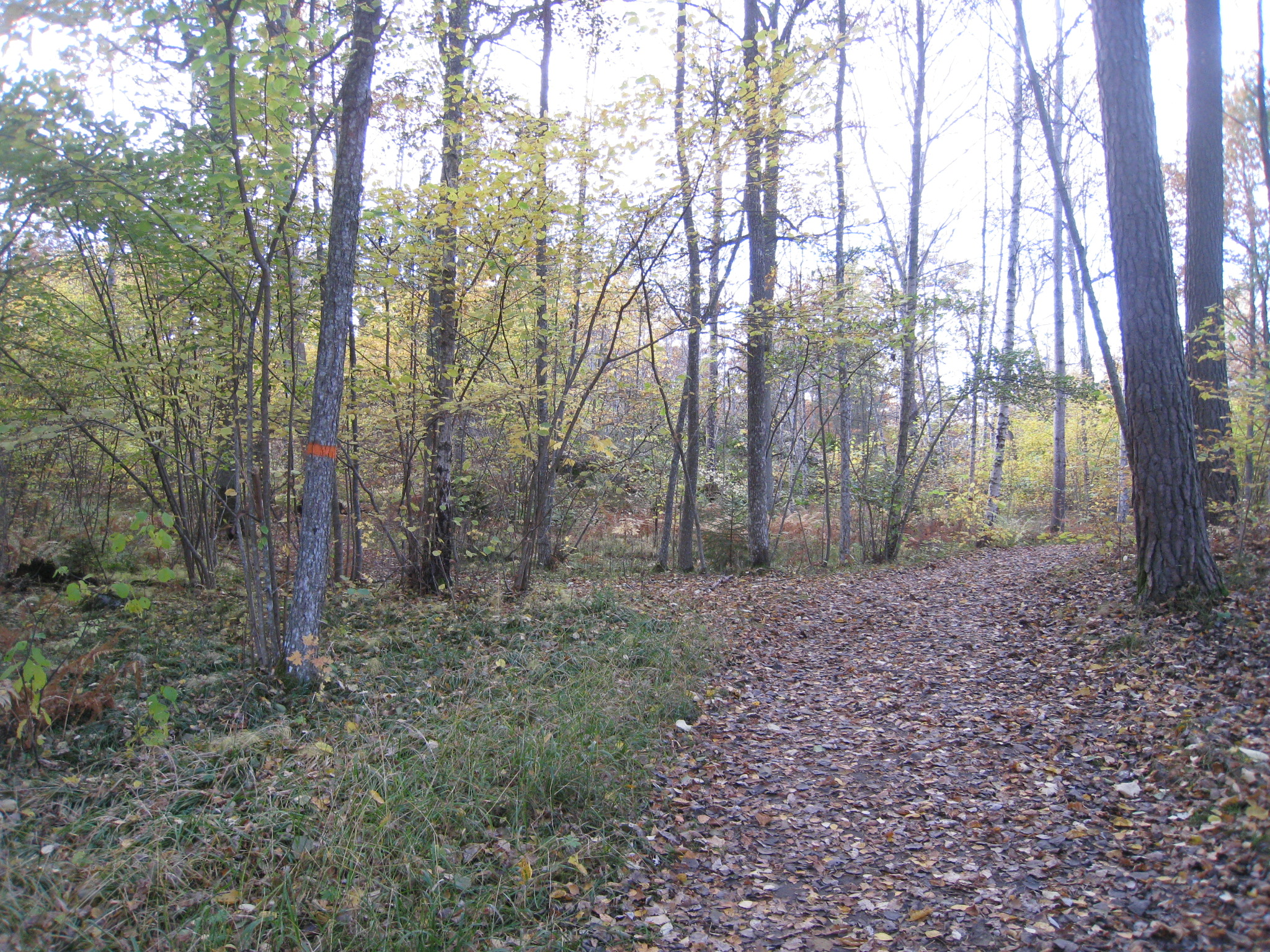
Upplandsleden vid Sandviks gård på hösten.
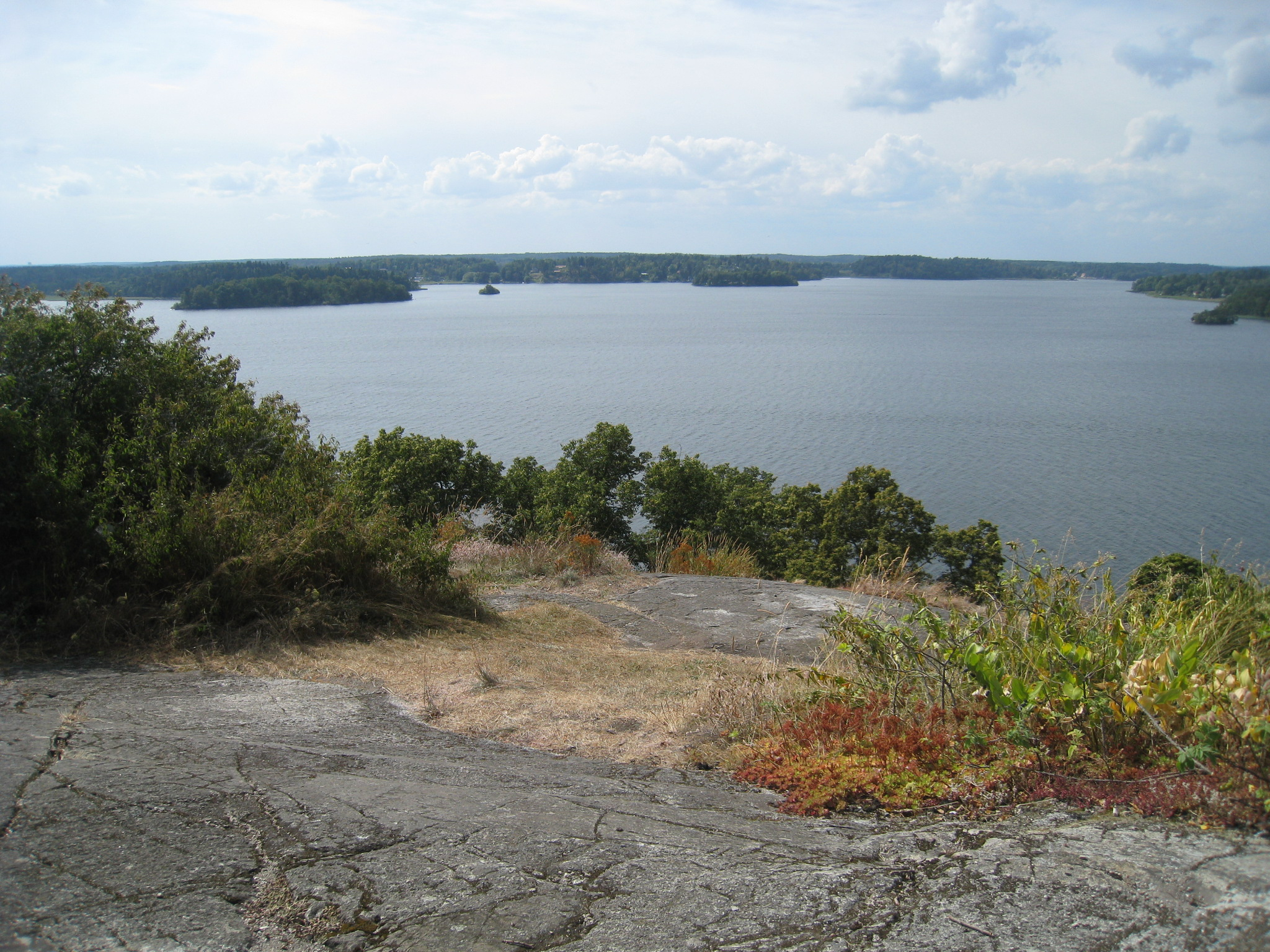
Utsikt mot söder över Mälaren från Gåseborg på Gåsberget.